# Jack Hickey
John Joseph "Jack" Hickey (Sydney, Nova Gal·les del Sud, 4 de gener de 1887 - Sydney, 15 de maig de 1950) va ser un jugador de rugbi a 15 i rugbi a 13 australià que va competir amb la selecció d'Austràlia a començaments del segle xx.
El 1908 va ser seleccionat per jugar amb la selecció d'Austràlia de rugbi a 15 que va prendre part en els Jocs Olímpics de Londres, on guanyà la medalla d'or. Jugava com a mig d'obertura